# Râul Pachet
Râul Pachet este un curs de apă, afluent al râului Șicoi. 